# Parafia Najświętszej Maryi Panny Królowej Polski w Kościeniewiczach
Parafia Najświętszej Maryi Panny Królowej Polski w Kościeniewiczach – parafia znajdująca się w Kościeniewiczach w diecezji siedleckiej w dekanacie Biała Podlaska-Południe.
Parafia erygowana w 1930. Kościół parafialny to dawna cerkiew unicka (XVII w. – 1875), następnie prawosławna (1875–1921). Wystrój wnętrza świątyni jest barokowy.
Terytorium parafii obejmuje tylko Kościeniewicze. W jej zarządzie pozostaje położony we wsi cmentarz.